# Нижний кембрий
| Кембрийский период в ОСШ (Россия) Деление по состоянию на март 2024 года |         |              |                       |
| система                                                                  | отдел   | ярус / век   | Ниж. граница, млн лет |
| Ордовик                                                                  | Нижний  | Тремадокский | 485,4±1,9             |
| Кембрий                                                                  | Верхний | Батырбайский | ?                     |
| Кембрий                                                                  | Верхний | Аксайский    | ?                     |
| Кембрий                                                                  | Верхний | Сакский      | ~497                  |
| Кембрий                                                                  | Средний | Аюсокканский | 500                   |
| Кембрий                                                                  | Средний | Майский      | ~504,5                |
| Кембрий                                                                  | Средний | Амгинский    | 509                   |
| Кембрий                                                                  | Нижний  | Тойонский    | ?                     |
| Кембрий                                                                  | Нижний  | Ботомский    | ?                     |
| Кембрий                                                                  | Нижний  | Атдабанский  | ?                     |
| Кембрий                                                                  | Нижний  | Томмотский   | 535±1                 |
| Венд                                                                     | Верхний | Верхний      | больше                |

Нижний кембрий (англ. Lower Cambrian) — первый (нижний) отдел кембрийской системы в Общей стратиграфической шкале (ОСШ) России, охватывающий породы, сформировавшиеся в раннекембрийскую эпоху, от 535±1 до 509 миллионов лет назад (всего около 26 миллионов лет). Располагается над верхним отделом венда протерозойского акрона и перекрывается амгинским ярусом среднего отдела кембрия палеозойской эры фанерозойского эона. Включает томмотский, атдабанский, ботомский и тойонский ярусы. Соответствует терранёвскому отделу и отделу 2 в Международной стратиграфической шкале.
Отложения раннего кембрия присутствуют в Шотландии, на севере Испании, в Балтоскандии, на Восточно-Европейской платформе, в Сибири, западной Северной Америке, Гренландии, на Шпицбергене и в северо-западном Китае.

## Определение
На рубеже XX—XXI вв подразделения кембрийской системы в Международной хроностратиграфической шкале (МХШ) претерпели сильные изменения. В 1980—1990-е гг. начало кембрия определялось в диапазоне 570—590 млн лет назад, в 2020 году датировка сместилась к 541 млн лет назад, в 2022 году — к приблизительно 535 млн лет назад в ОСШ. Изменения затронули и номенклатуру кембрийской шкалы: нижний отдел вместе со средним и верхним и региональными ярусами не вошёл в МХШ, поскольку границы региональных подразделений не прослеживались в глобальном масштабе. Российские специалисты возразили против нового деления на четыре отдела (терренувский, отдел 2, мяолинский, фуронгский) и упразднения нижнекембрийских ярусов, указывая на их комплексное, в особенности биостратиграфическое обоснование и ненадёжность выбранного стратотипа для фортунского яруса.
Нижняя граница кембрия в ОСШ совпадает с подошвой томмотского яруса и определяется уровнем первого появления моллюска Aldanella attleborensis. Нижнекембрийские атдабанский, ботомский и тойонский ярусы соответствуют объёму отдела 2 в МСШ.

## Подразделения
Нижний кембрий подразделяется на следующие ярусы и зоны:
| Отдел / Эпоха | Ярус / Век  | Зона                                                                 |
| ------------- | ----------- | -------------------------------------------------------------------- |
| Нижний        | Тойонский   | Anabaraspis splendens                                                |
| Нижний        | Тойонский   | Lermontovia grandis                                                  |
| Нижний        | Ботомский   | Bergeroniaspis ornata                                                |
| Нижний        | Ботомский   | Bergeroniellus asiaticus                                             |
| Нижний        | Ботомский   | Bergeroniellus gurarii                                               |
| Нижний        | Ботомский   | Triangulaspis annio — Bergeroniellus micmacciformis — Erbiella       |
| Нижний        | Атдабанский | Judomia — Uktaspis                                                   |
| Нижний        | Атдабанский | Delgadella anabara                                                   |
| Нижний        | Атдабанский | Repinaella                                                           |
| Нижний        | Атдабанский | Profallotaspis jakutensis                                            |
| Нижний        | Томмотский  | Dokidocyathus lenaicus — Tumuliolynthus primigenius                  |
| Нижний        | Томмотский  | Dokidocyathus regularis (Lapworthella tortuosa + Lapworthella bella) |
| Нижний        | Томмотский  | Nochoroicyathus sunnaginicus                                         |

## Органический мир
Нижнекембрийские отложения Сибирской платформы представлены самой разнообразной ископаемой кембрийский биотой в мире, насчитывающей более 1000 видов флоры и фауны, в том числе 55 видов брахиопод, около 250 видов археоциат, приблизительно 135 видов трилобитов, примерно 150 видов моллюсков и более 100 видов водорослей.